# Pouteria calistophylla
Pouteria calistophylla là một loài thực vật thuộc họ Sapotaceae. Loài này có ở Costa Rica và Panama.